# Дементьева, Наталия Леонидовна
Ната́лия Леони́довна Деме́нтьева (род. 6 сентября 1945, Куйбышев) — советский и российский государственный деятель. Член Комитета Совета Федерации по бюджету и финансовым рынкам (2004—2019). Заслуженный работник культуры Российской Федерации (1996).

## Биография
Родилась 6 сентября 1945 года в Куйбышеве (ныне Самара) в семье военнослужащего. С 10 лет жила в Ленинграде.
В 1970 году окончила исторический факультет Ленинградского государственного университета им. А. А. Жданова по специальности «историк-археолог».
Работала в Саяно-Тувинской экспедиции Института археологии АН СССР, затем — старшим консультантом Ленинградского отделения Всероссийского общества охраны памятников истории и культуры, была старшим хранителем филиала Шлисельбургской крепости «Орешек», Музея истории Ленинграда.
В 1979 году назначена начальником областной инспекции охраны памятников Леноблисполкома.
В ноябре 1987 года избрана директором Государственного музея истории Санкт-Петербурга.
Была одним из инициаторов захоронения праха Великого князя Владимира Кирилловича в Петропавловском соборе, а также установки памятника Петру I работы Михаила Шемякина на территории музея истории города.
28 августа 1997 года Указом Президента РФ была назначена министром культуры Российской Федерации в правительства Кириенко. Является ставленницей Анатолия Чубайса.
С сентября 1998 по апрель 2004 года — первый заместитель министра культуры РФ. Выполняла дипломатическую миссию культурного сближения двух столиц (Москвы и Санкт-Петербурга).
С июня 2004 года — представитель Государственного Собрания Республики Марий Эл в Совете Федерации ФС РФ. 17 января 2005 года вновь переизбрана на пост сенатора от Государственного Собрания Республики Марий Эл в Совете Федерации. С 2004 года по 2011 год — член комитета по бюджету и финансовым рынкам. Также входила в комиссии по делам молодежи и туризму; по физической культуре, спорту и развитию олимпийского движения; по информационной политике. 14 сентября 2014 года избиралась по списку «Единой России» в Государственное собрание Республики Марий Эл шестого созыва, после чего была вновь назначена сенатором. В октябре 2019 года сложила полномочия члена Совета Федерации.
Замужем. Родственница Михаила Пиотровского.

## Награды и звания
Имеет ряд правительственных наград. Лауреат Национальной премии общественного признания достижений женщин «Олимпия» Российской Академии бизнеса и предпринимательства (2001 г.).
- Орден Дружбы (2015).
- Орден «За заслуги перед Марий Эл» I степени (2017)[9].
- Знак отличия «За заслуги перед Томской областью».
- Офицер ордена Заслуг перед Республикой Польша (3 апреля 2003 года, Польша) — за выдающийся вклад в раскрытие и документирование правды о Катынском расстреле[10].
- Заслуженный работник культуры Российской Федерации  (29 января 1996 года) — за заслуги в области культуры и многолетнюю плодотворную работу[11].
- Медаль «За укрепление парламентского сотрудничества» (26 ноября 2015 года, Межпарламентская ассамблея СНГ) — за особый вклад в развитие парламентаризма, укрепление демократии, обеспечение прав и свобод граждан в государствах — участниках Содружества Независимых Государств[12].
- Медаль «МПА СНГ. 25 лет» (27 марта 2017 года, Межпарламентская ассамблея СНГ) — за заслуги в деле развития и укрепления парламентаризма, за вклад в развитие и совершенствование правовых основ функционирования Содружества Независимых Государств, укрепление международных связей и межпарламентского сотрудничества[13].